# Circo mediático

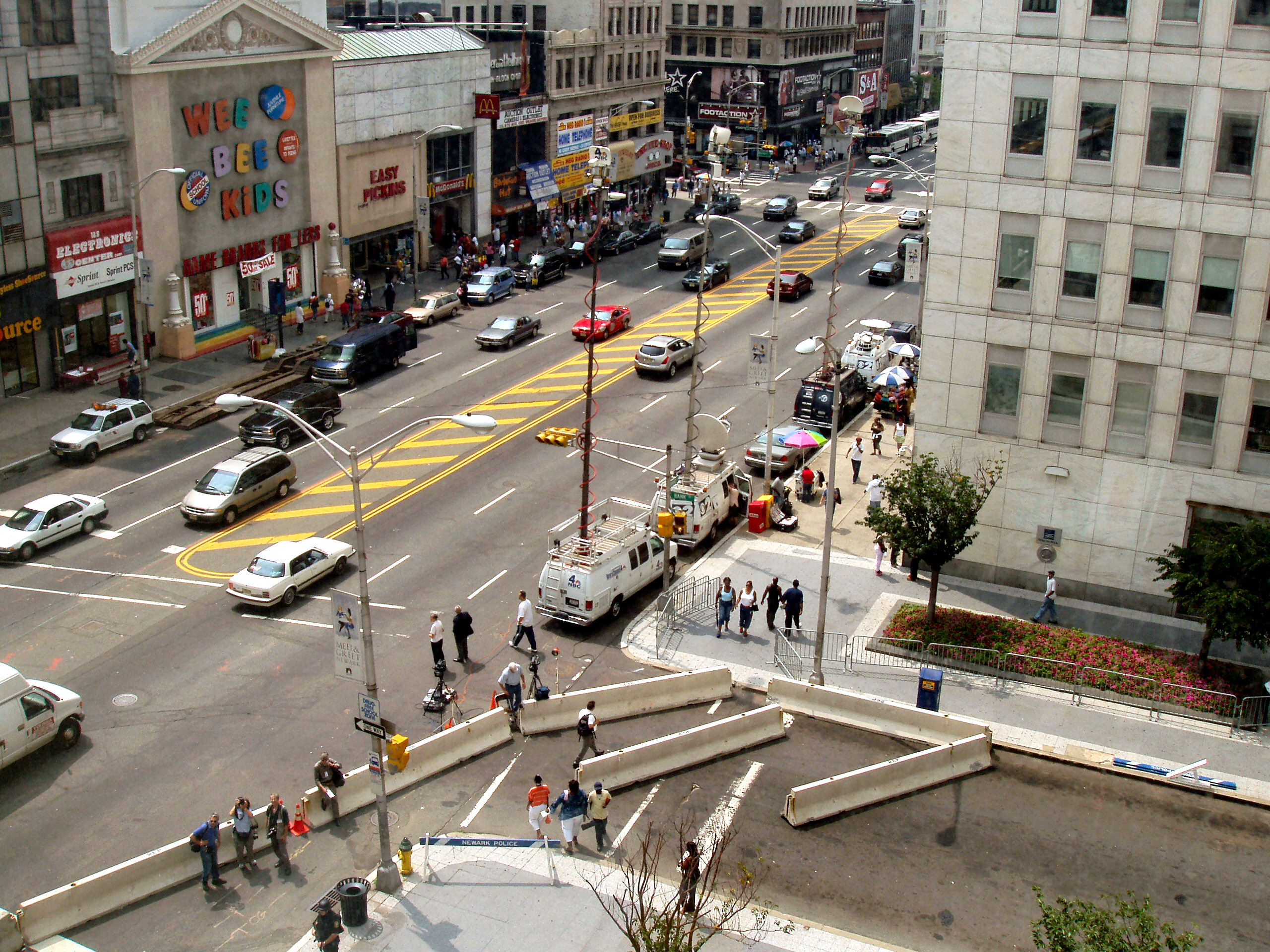
Camiones de enlaces satelitales de medios de comunicación y fotoperiodistas se reunieron frente a la sede de Prudential Financial en Newark, Nueva Jersey, en agosto de 2004, luego del anuncio de evidencia de una amenaza terrorista a la misma y a edificios en la ciudad de Nueva York.

Circo mediático es una metáfora coloquial, o expresión idiomática, que describe un evento noticioso para el cual el nivel de cobertura de los medios—medido por factores tales como el número de reporteros en la escena o la cantidad de material transmitido o publicado—, es considerado excesivo o desproporcionado en relación con el evento que se cubre. Una cobertura sensacionalista puede aumentar la percepción de que el evento es objeto de un circo mediático. El término pretende criticar la cobertura del evento comparándolo con el espectáculo y la pompa de los circos. El uso del término en este sentido se popularizó en la década de 1970.

## Historia

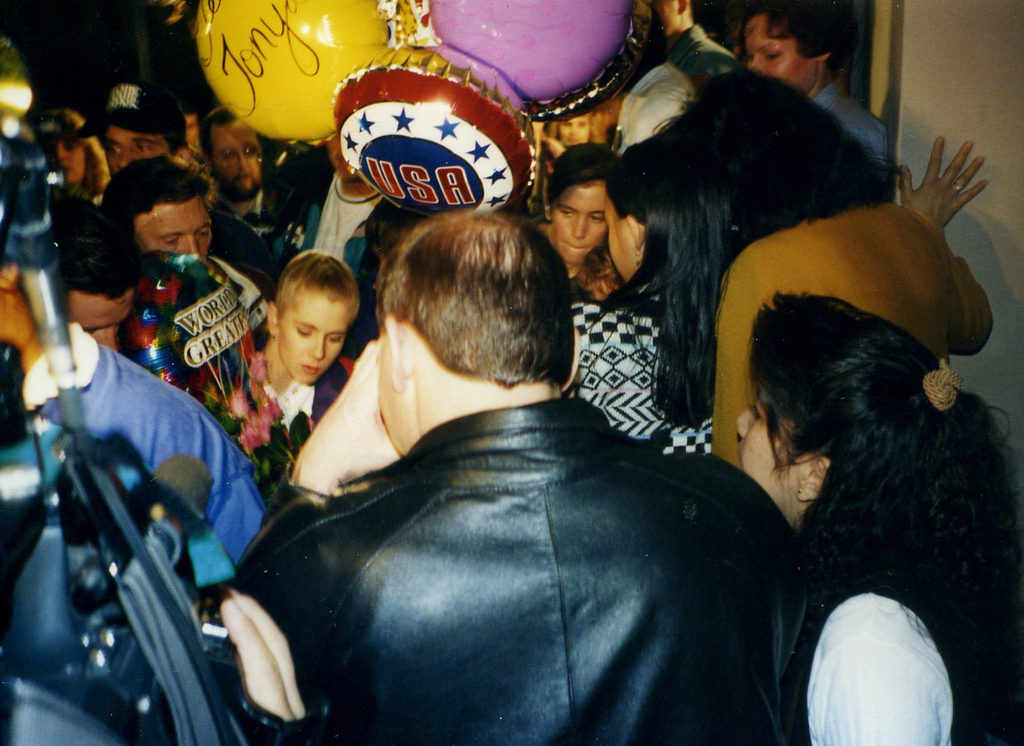
Tonya Harding llegando al Aeropuerto Internacional de Portland tras los Juegos Olímpicos de Invierno de 1994.

Si bien la idea es más antigua, el término circo mediático empezó a aparecer a mediados de la década de 1970. Un ejemplo temprano es del libro de 1976 de la escritora Lynn Haney, en el que describe un romance en el que se vio involucrado el atleta Chris Evert: «Su noviazgo, después de todo, había sido un 'circo mediático'»  Unos años después, The Washington Post cubrió un ejemplo similar en el que informó que: «La princesa Grace misma todavía está traumatizada por el recuerdo de su propia boda de circo mediático con el príncipe Rainiero en 1956». El término se ha hecho más popular con el tiempo desde la década de 1970.[cita requerida] Las razones para tales críticas a los medios son variadas; el quid de la mayoría de las críticas es que puede haber un coste de oportunidad significativo cuando otros temas noticiosos más importantes reciben menos atención pública como resultado de la exagerada cobertura del tema así publicitado.[cita requerida]
Los circos mediáticos constituyen el elemento central de la trama en la película El gran carnaval de 1951, que gira sobre un reportero actuando solo en su propio interés, que al cubrir un accidente en una mina, permite que un hombre muera atrapado bajo tierra. La película examina con cinismo la relación entre los medios y las noticias que reportan, siendo la palabra «carnaval» un equivalente a lo que ahora llamamos «circo». En la película, la catástrofe atrae a campistas, incluyendo un circo. La película se basó en la historia de la vida real de Floyd Collins, un hombre que en 1925 quedó atrapado en una cueva de Kentucky atrayendo tanta atención de los medios que se convirtió en el tercer evento mediático más grande entre las dos Guerras Mundiales (los otros dos fueron el vuelo en solitario de Lindbergh y el secuestro del hijo de Lindbergh).

## Ejemplos
Ejemplos de eventos en diferentes países que han sido descritos como circos mediáticos incluyen:

### Alemania
- La crisis de rehenes de Gladbeck (1988)

### Aruba
- La desaparición y presunta muerte de Natalee Holloway (2005–)[6]

### Australia
- La desaparición de Azaria Chamberlain, una bebé de 2 meses, en el outback de Australia (1980)[7]
- El colapso de la mina Beaconsfield (2006)[8]
- La controversia sobre la violencia contra los indios en Australia (2009)[9]
- La traficante de drogas Schapelle Corby (2014)[10][11]

### Brasil
- El asesinato de Isabella Nardoni (2008)[12]

### Canadá
- Paul Bernardo y Karla Homolka (1987-1990)[13]
- Conrad Black, magnate de los periódicos, condenado por fraude, malversación de fondos y destrucción corporativa, encarcelado en Florida (2007)[14]
- La vida del alcalde de Toronto, Rob Ford, incluyendo su consumo de drogas, alcohol y su participación en el crimen organizado (2013)[15][16][17]
- La detención de Omar Khadr (detenido como menor en Guantánamo Bay en 2001, transferido a Canadá en 2012, liberado en mayo de 2015)[18]

### Chile
- Accidente minero en Copiapó (2010)[19][20][21]

### Colombia
- La muerte de Luis Andrés Colmenares (2010)[22]

### Corea del Sur
- Suicidio y funeral de la estrella del K-pop y miembro de Shinee Kim Jong-hyun (2017)[23]

### Filipinas
- El incidente Pepsi Number Fever 349 (1992)[24]
- Asesinatos de Eileen Sarmenta y Allan Gomez (1993)[25]
- Escándalo del Festival de Cine de Manila (1994)[26]
- Estampida en el estadio PhilSports (2006)[27]
- Crisis de rehenes en Manila (2010)[28]
- Asalto de Vhong Navarro (2014)[29]
- Controversia de la asignación de tiempo de buena conducta (2019)[30]
- Controversia de los policías ninja de la PNP (2019)[31]
- Controversia de las hermanas Barretto (2019)[32]
- Controversia de la renovación de franquicia ABS-CBN (2020)[33]
- Escándalo de corrupción de PhilHealth (2020)[34]
- Caso de maltrato de Marichu Mauro (2020-21)[35]
- Controversia sobre la compra de Sinovac Biotech (2020-21)[36]
- Tiroteo en Tarlac 2020 (2020-21)[37]
- Muerte de Christine Dacera (2021-22)[38]
- Controversia de la fiesta de cumpleaños de Tim Yap (2021)[39]
- Tiroteo PNP-PDEA 2021 (2021)[40]
- Disputa PDP-Laban de 2021 (2021-22)[41]
- Separación de Kylie Padilla–Aljur Abrenica (2022)[42]
- Escándalo de acuerdos farmacéuticos por la pandemia (2021-22)[43]
- Separación LJ Reyes – Paolo Contis (2021)[44]
- Disputa Ernest John Obiena-PATAFA (2021-22)[45]
- Incidente entre Ana Jalandoni y Kit Thompson (2022)[46]
- Separación de Moira Dela Torre – Jason Hernández (2022)[47]
- Tiroteo en la Universidad Ateneo de Manila (2022)[48]
- Controversia del evento de coronación de Binibining Pilipinas 2022 (2022)[49][50]
- Desaparición de Jovelyn Galleno (2022)[51]
- Escándalo de deped (2022)[52]
- Crisis del azúcar en Filipinas de 2022 (2022)[53]
- Controvertido sorteo del Grand Lotto 6/55 (2022)[54]
- Asesinato de Percy Lapid (2022)[55]
- Incidente de toma de rehenes en Camp Crame (2022)[56]

### España
- El accidente de Los Alfaques (1978)
- El Crimen de Alcácer (1992)
- El caso de La Manada (2016)
- Rescate de Julen Roselló (2019)
- El asesinato de Gabriel Cruz (2019)

### Francia
- Asesinato de Lola Daviet, niña de 12 años (2022).[57][58]

### Italia
- Amanda Knox (condenada por el asesinato de Meredith Kercher; su condena fue anulada posteriormente) (2015)[59]

### Malasia
- El desaparecido vuelo 370 de Malaysia Airlines (2014)[60][61]

### México
- Pemexgate o la polémica de los usos ilícitos de fondos por parte de PEMEX (2001)
- El caso Cumbres y el posterior juicio a Diego Santoy Riveroll (2006)
- El Incendio de la Guardería ABC (2009)
- La desaparición y muerte de Paulette Gebara Farah (2010)
- Muerte y funeral del actor y comediante Chespirito (2014)
- Protestas por el gasolinazo (2017)
- Supuesta desaparición de una niña llamada Frida Sofía que nunca existió (2017)
- El asesinato de Ingrid Escamilla (2020)
- La presentación de momias tridáctilas de Nazca en el Congreso (2023)

### Perú
- Situación de rehenes en la residencia del embajador japonés (1997)
- Joran van der Sloot y la muerte de Stephany Flores Ramírez (2010)[62]

### Polonia
- El supuesto descubrimiento del tren de oro nazi en Wałbrzych (Waldenburg) (2015)[cita requerida]

### Rumania
- Desaparición y presunto asesinato de Elodia Ghinescu, especialmente en OTV, que emitió cientos de episodios sobre el asunto (2007)[63][64][65]

### Sudáfrica
- Oscar Pistorius en juicio por la muerte de su novia Reeva Steenkamp (2013-14)[66][67]

### Tailandia
- Rescate de la cueva Tham Luang (2018)[68]

### Ucrania
- Participación de Mykola Melnychenko en el escándalo del casete (1999-2000)[69][70]

### Reino Unido
- El caso McLibel (1997)[71]
- La desaparición de Madeleine McCann (2008).[72]
- La vida, carrera, muerte y funeral de Jade Goody (2009)[73]
- El escándalo de escuchas telefónicas de News International, a menudo eclipsó las historias sobre las guerras civiles en Libia y Siria, la hambruna en África Oriental y la crisis económica (2011)[74]
- El caso Charlie Gard (2017)[75]

### Estados Unidos

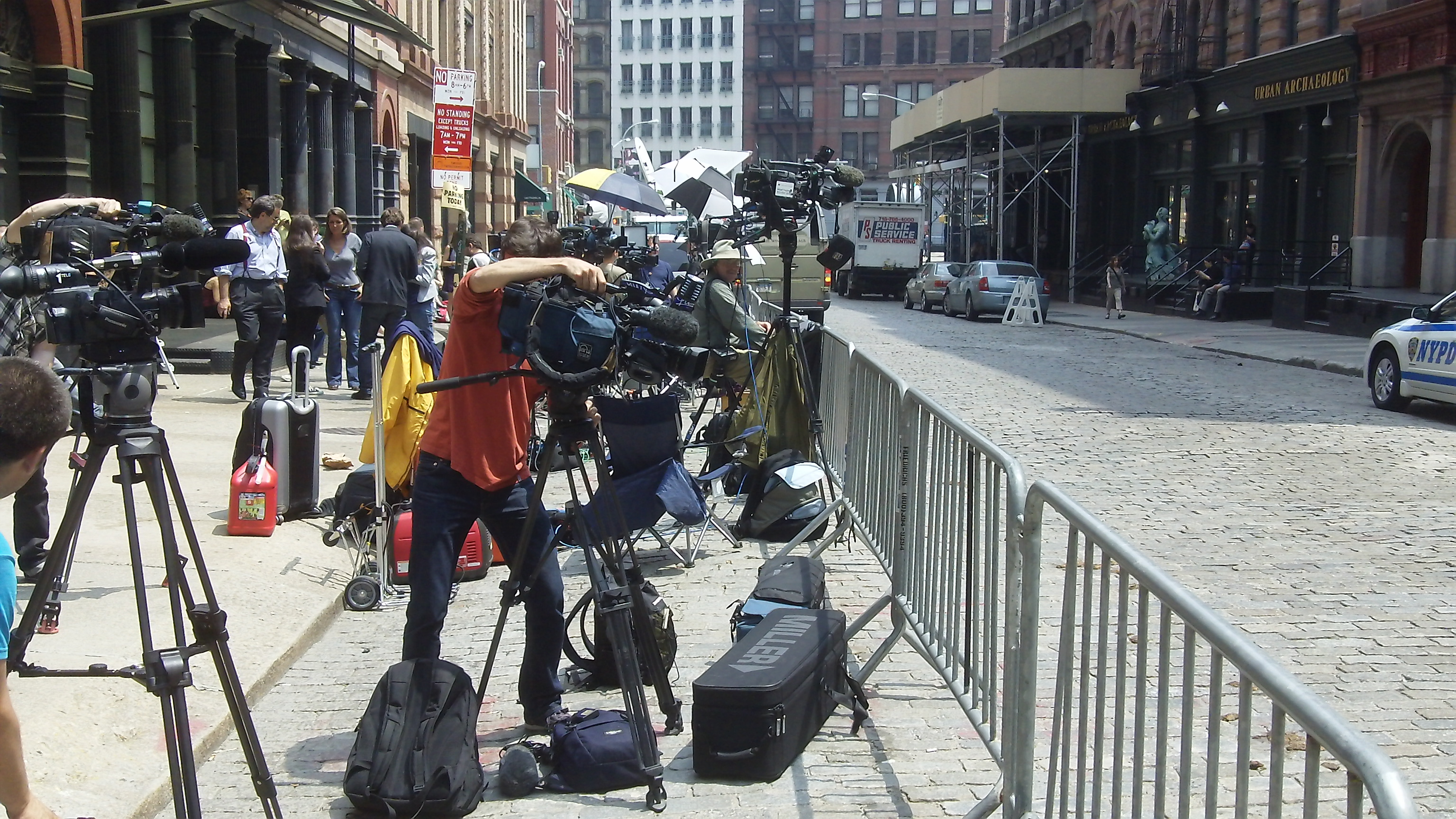
Cámaras y reporteros frente al apartamento de Strauss-Kahn el 26 de mayo de 2011

- Los juicios por asesinato de 1924 de Beulah Annan, Belva Gaertner y varias otras sospechosas en Chicago, adaptados a una obra de teatro que daría origen a la franquicia de Chicago por la reportera de un periódico y dramaturga.[76]
- La cadena de "enemigos públicos" de principios de la década de 1930, que van desde líderes de la mafia como Al Capone hasta gánsteres de menor envergadura, siendo los más famosos y duraderos, Bonnie y Clyde[77]
- El juicio de 1954 de Sam Sheppard. La Corte Suprema de los EE. UU. sostuvo que la «publicidad masiva, generalizada y perjudicial» le impidió recibir un juicio justo[78]
- El juicio por tirar basura en 1965 contra el cantante Arlo Guthrie y Richard Robbins, se convirtió deliberadamente en un circo mediático local al arrestar al oficial William Obanhein para disuadir a otros de repetir sus actos
- Cobertura de la investigación y juicio de los asesinatos de la actriz Sharon Tate y otras cuatro personas en 1969 por parte de la familia Manson[79]
- David Gelman, Peter Greenberg y cols., en Newsweek el 31 de enero de 1977: «El fotógrafo y productor de cine nacido en Brooklyn, Lawrence Schiller, logró convertirse en el único periodista que presenció la ejecución de Gary Gilmore en Utah.... En el asunto Gilmore, era como un maestro de ceremonias en lo que se convirtió en un circo mediático, con periodistas sofisticados que luchaban por lo que tenía que ofrecer»[80]
- El juicio de 1979 de Ted Bundy por asesinar a dos mujeres en la casa de la hermandad de mujeres Chi Omega en la Universidad Estatal de Florida en Tallahassee, Florida.
- El rescate de la bebé Jessica McClure (1987)[81]
- El caso de la corredora de Central Park de 1989.[82]
- El caso por asesinato de O. J. Simpson de 1994-1995[66][67]
- The Blizzard of '96 (1996), «...esta tormenta...tan publicitada por los medios de la misma manera en que el caso del asesinato de O. J. Simpson se promocionó como el «Juicio del siglo»[83]
- El escándalo Clinton-Lewinsky (1998)[84][85][86]
- La Masacre de la Escuela Secundaria de Columbine (1999)
- El conflicto de custodia de Elián González (2000)[87]
- El verano del tiburón en 2001[88][89][90]
- El juicio de Scott Peterson (2004), «El circo se volvió aún más estridente cuando Peterson fue juzgado por asesinato en 2004» [91]
- El juicio de Martha Stewart (2004), «Stewart con rostro de piedra nunca perdió el paso mientras se abría camino a través del circo mediático»[92]
- La desaparición de Stacy Peterson (2007)[93]
- El supuesto «pacto de embarazo» adolescente en Glocuester High School (2008)[94]
- El juicio por asesinato de Caylee Anthony (2011), «Una vez más, fue la implacable cobertura de los medios lo que en gran parte alimentó la fascinación por el caso», observó Ford[95][96][97][98]
- El asesinato de Trayvon Martin (2012), «Aquí es donde el circo mediático da un giro decididamente feo», escribió Eric Deggans[99]
- El asesinato de Travis Alexander (2013), en el que Jodi Arias fue declarada culpable de asesinato en primer grado[100][101][102][103][104][105]
- Las acusaciones de acoso sexual contra el productor de cine Harvey Weinstein y el efecto Weinstein (2017)[106]
- Oposición y protestas contra la nominación de Brett Kavanaugh y los procedimientos de sus audiencias de confirmación (2018)[107][108][109]
- El asesinato de George Floyd y las protestas que siguieron (2020)[110]
- El asesinato de Gabby Petito (2021)[111]
- Will Smith abofeteando a Chris Rock (2022)[112][113]
- El juicio de Johnny Depp contra Amber Heard (2022)[114]